# روغ فيليبس
روغ فيليبس (بالإنجليزية: Rog Phillips)‏ (1909، سبوكين في الولايات المتحدة - 1965)؛ روائي أمريكي.

## روابط خارجية
- روغ فيليبس على موقع IMDb (الإنجليزية)
- روغ فيليبس على موقع ديسكوغز (الإنجليزية)